# Руска мафија
Руски организовани криминал или руска мафија (рус. российская мафия), некад названа Братва (рус. братва — "братство"), је колектив организованог криминала који потиче из бившег Совјетског Савеза. Акроним ОПГ означава организовану криминалну групу (рус. организованная преступная группировка) и акроним се користи за означавање било које од руских мафијашких група, понекад модификованих са специфичним именом, нпр. Ореховскаја ОПГ (рус. Ореховская ОПГ).
Организовани криминал у Русији почео је у царском периоду земље, али тек у совјетској ери када су се криминалци појавили као вође затворских група у присилним радним логорима и њихов кодекс части постао дефинисан. Са завршетком Другог светског рата, смрћу Јосифа Стаљина и падом Совјетског Савеза, више банди се појавило на процвату црног тржишта, искориштавајући нестабилне владе бивших република на највишој тачки, чак их и контролишући. Луис Фрих, бивши директор ФБИ-а, рекао је да је руска мафија средином деведесетих година представљала највећу претњу националној сигурности САД.
У модерном добу, постоји чак 6.000 различитих група, од којих више од 200 има глобални досег. Криминалци ових група су или бивши чланови затвора, корумпирани званичници и пословни лидери, људи са етничким везама или људи из истог региона са заједничким кривичним искуством и вођама. У децембру 2009. Тимур Лакхонин, шеф руског Државног централног бироа Интерпола је изјавио: "Свакако, има криминала у којима су наши бивши сународници у иностранству умешани, али нема података који сугеришу да постоји организована структура криминалних група које чине бивши Руси у иностранству", док је у августу 2010. , Ален Бауер, француски криминолог, рекао је да је "руска мафија једна од најбоље структурираних криминалних организација у Европи, са квази-војном операцијом."

## Историја
Руска мафија највероватније постоји још од руског империјалног периода, који је почео у двадесетим годинама 20. века, у виду разбојништва и крађе. Већина становништва су били сељаци, у то време сиромашни а криминалци који су крали из владиних ентитета и поделили профит међу људима зарадили су статус сличан Робину Худу, који се сматра заштитницима сиромашних и постали су убрзо народни хероји. Временом се појавио Воровски Мир, када су се ови криминалци груписали и покренули сопствени кодекс понашања који се заснивао на строгој лојалности једни другима и опозицији против владе. Када је 1917. године дошло до бољшевичке револуције, свет лопова је био жив и активан. Владимир Лењин је покушао да их избрише али није успео, а криминалци су преживели и владавину Јосифа Стаљина.

### Совјетска ера
За време владавине Стаљина, милиони људи су послати у гулаге (совјетски радни логори), где су се моћни криминалци пробили да постану ворами в законе (лопови на власти или у закону). Ове криминалне елите често су преносиле свој статус кроз компликоване тетоваже, симболе које још увек користе руски мафијаши.
Након Хитлерове инвазије на Совјетски Савез током Другог светског рата, Стаљин је регрутовао више људи да се бори за нацију, нудећи осуђеницима слободу ако се придруже војсци. Многи су се окупили да помогну у рату, али овај чин је био чин издајства шифре јер се криминалци не треба удруживати с владом. Они који су се одлучили да се боре у рату назвали су издајнике сука ("куја"), а издајници су били на дну "хијерархије". Изопштени, суки су се одвојили од осталих и формирали властите групе и базе моћи тако што су сарађивали са затворским службеницима и на крају стекли луксуз удобних позиција. Горчина између двеју група избила је у серију убистава названих Кујини ратови од 1945. до 1953. године где је било много убијених сваког дана. Затворски службеници су охрабривали насиље, видећи га као начин да се затвори ослободе криминалаца.
Након Стаљинове смрти, око осам милиона затвореника је ослобођено гулага. Они који су преживели заточеништво су усвојили став "сваки-за-себе", што је значило и сарадњу са владом ако је потребно. Ова корупција је била уобичајена за време Брежњева, а 1970-их су се појавиле мале илегалне фирме широм земље док их је влада игнорисала а црно тржиште је напредовало.
Током седамдесетих и осамдесетих година прошлог века, Сједињене Америчке Државе су прошириле своју имиграциону политику, дозвољавајући совјетским Јеврејима насељавање. Већина се населила у јужном подручју Бруклина познатог као Брајтонска плажа (понекад звана "Мала Одеса"). Овде је руски организовани криминал почео у САД. Најранији познати случај руског криминала на том подручју је средином седамдесетих година прошлог века, група "Кромпир за кромпир", група превараната прерушених у трговце, који су купцима рекли да продају античке златне рубље за јефтине, али у ствари су им дали кромпир када су им платили. Године 1983, шеф руског организованог криминала у Брајтон бичу био је Евсеј Агрон.
Паул Мирзојан био је главна мета међу другим мафијашима, укључујући ривала Бориса Голдберга и његову организацију, а у мају 1985. Агрон је убијен. Борис "Биба" Најфелд, његов телохранитељ, преузео је посао код Марата Балагуле, за кога се сматрало да је наследио Агронов ауторитет. Следеће године, Балагула је побегао из земље након што је осуђен након преваре клијената компаније Мерил Линч, а пронађен је у Франкфурту 1989. године, када је изручен у САД и осуђен на осам година затвора.
Балагула је касније био осуђен због преваре кредитних картица од 360.000 долара 1992.. Најфелд је заузео Балагулино место, у партнерству с "пољским Ал Капонеом", Ричардом Фанкинином, у послу извоза и увоза робе на црно и на успостављању посла с хероином. Године 1990, његова бивша пријатељица, Моња Елсон, која се вратила из шестогодишње затворске казне у Израелу, вратила се у Америку и успоставила супарнички посао са хероином, који је кулминирао ратом мафијашке територије.

### 1992—2000.
Када се СССР распао и када се појавила слободна тржишна економија, организоване криминалне групе почеле су да преузимају руску економију, а многи бивши агенти КГБ-а и ветерани афганистанског рата су нудили своје вештине криминалним шефовима. Гангстерски састанци на самиту одржавали су се у хотелима и ресторанима непосредно пре распадања Совјетског Савеза, тако да би се "лопови на власти" могли договорити о томе ко ће чиме да влада и поставили су планове како да преузму посткомунистичку државу. Договорено је да ће Вјачеслав "Јапончик" Иванков бити послат у Брајтон Бич 1992. године, наводно зато што је убијао превише људи у Русији и да ће тако да преузме контролу над руским организованим криминалом у Северној Америци. За годину дана, изградио је међународну операцију која је укључивала наркотике, прање новца и проституцију и успостављала везе с америчком мафијом и колумбијским нарко картелима а на крају се проширила на Мајами, Лос Анђелес и Бостон. Они који су ишли против њега обично су убијани.
Пре доласка Иванкова, Балагулин пад је оставио празнину за следеће америчке "лопови на власти". Моња Елсон, лидер Моњине Бригаде (банде која је слично радила од Русије до Лос Анђелеса до Њујорка), била је у сукобу са Борисом Најфелдом. Иванков долазак је практично окончао свађу, иако је Елсон касније оспорио и његову моћ, а направљен је и велики број покушаја да се оконча живот Иванкова. Најфелд и Елсон били су на крају били ухапшени у јануару 1994. (објављено 1998) , а у Италији 1995. године.
Владавина Иванкова је такође окончана у јуну 1995. године када је покушао изнуђивање двојице руских бизнисмена, Александра Волкова и Владимира Волошина од 3,5 милиона долара и то се завршило хапшењем ФБИ-а, што је резултирало максималном затворском казном од десет година. Пре његовог хапшења и поред својих операција у Америци, Иванков је редовно посећивао Европу и Азију како би одржао везе са својим колегама мафијашима (попут чланова Солнтсевскаиа Братва), као и учврстио везе са другима. То није спречило друге људе да му ускрате растућу моћ. У једном случају, Иванков је покушао да преузме посао шефа криминалне групе Грузије који се бавио у то време увозом дроге. Када је он одбио понуду, он и његови највиши сарадници су убијени. Самит одржан у мају 1994. у Бечу наградио га је оним што је остало од посла шефа групе из Грузије. Два месеца касније, Иванков је ушао у још једну препирку са шефом дроге и шефом банде Орекховская, Сергејем "Силвестром" Тимофејевом, која се завршила са убиством Тимофејева.
У источној Европи у мају 1995. године, криминални шеф Семион Могилевич одржао је састанак са врхом руских мафијаша у свом ресторану Холубу у Анделу, у Прагу. Изговор за састанак је била прослава рођендана Виктора Аверина, другог команданта Солнтсевская Братва. Међутим, мајор Томас Мачачек из чешке полиције добио је вест о анонимном позиву који је тврдио да Солнтсевская Братва и њихов лидер Михаилов, планирају да изврше атентат на Могилевича на тој локацији и полиција је успешно растурила састанак. Ухапшено је 200 гостију, али против њих нису подигнуте оптужбе; само су кључни припадници руске мафије протерани из земље, од којих се већина преселила у Мађарску.
Једна особа која није била тамо је био сам Могилевич. Тврдио је: "кад сам стигао у У Холубу, све је већ било у пуном замаху, па сам отишао у суседни хотел и седео тамо у бару до око пет или шест ујутро." Михаилов ће касније бити ухапшен у Швајцарској у октобру 1996. године зобог бројних оптужби, укључујући и да је он био вођа моћне руске мафијашке групе, али је ослобођен и ослобођен две године касније, након што докази нису били довољни да се докаже кривица.
Глобални обим руског организованог криминала није реализован све док Лудвиг "Тарзан" Фајнберг није ухапшен у јануару 1997. године, првенствено због трговине оружјем. Године 1990, Фајнберг се преселио из Брајтон Бича у Мајами и отворио стриптиз клуб Porky's, који је убрзо постао популарно место за окупљање криминалаца подземља. Сам Фајнберг је стекао репутацију амбасадора међу међународним криминалним групама, постајући посебно близак Хуану Алмеиди, колумбијском дилеру кокаина. Фајнберг је планирао да прошири свој посао са кокаином, те је деловао као посредник између Алмеиде и корумпиране руске војске. Помогао му је да добије шест руских војних хеликоптера 1993. године, а наредне године помогао је да се купи подморница за кријумчарење кокаина. Међутим, савезни агенти су месецима пажљиво пратили Фајнберга. Александар Јасевич, сарадник руског војног контакта и тајни агент ДЕА, послат је да провери илегално трговање, а 1997. године Фајнберг је коначно ухапшен у Мајамију. Суочавајући се са могућношћу доживотног затвора, пристао је да сведочи против Алмеиде у замену за краћу казну, која се завршила после 33 месеца.

### 2001—данас
У 21. веку, руска мафија постојала је и након смрти Аслана Усојана. Појавили су се нови шефови мафије, док су затвореници били пуштени. Међу ослобођеним су били Марат Балагула и Вјачеслав Иванков у 2004. години. Потоњи је изручен Русији, али је још једном осуђен за своја наводна убиства двојице Турака у једном московском ресторану 1992. године. Четири године касније, убијен је. У међувремену, Моња Елсон и Леонид Ројтман ухапшени су у марту 2006. године због неуспешне завјере за убиство два бизнисмена из Кијева.
Агенти ФБИ-а у Москви су 2009. године тражили двоје осумњичених лидера мафије и још два корумпирана бизнисмена. Један од лидера је био Јевгениј Двоскин, криминалац који је 1995. био у затвору са Иванковом и депортован 2001. због кршења имиграционих прописа; други је Константин "Гизиа" Гинзбург, који је наводно био "велики шеф" руског организованог криминала у Америци пре његовог убиства 2009. године , сумњајући да му је Иванков предао контролу.
Исте године, Семион Могилевич је стављен на листу 10 најтраженијих бегунаца ФБИ-а због своје умешаности у мултимилионску шему која је преварила инвеститоре деоница његове компаније YBM Magnex International, преваривши их за 150 милиона долара. Оптужен је 2003. године и ухапшен 2008. у Русији због оптужби за пореске преваре, али пошто САД нема споразум о изручењу с Русијом, пуштен је уз кауцију. Моња Елсон је 1998. рекла да је Могилевич најмоћнији мафијаш на свету.
По целом свету, руске мафијашке групе су се појавиле као доминантне области: Алек Симчук и његова група опљачкали су туристе и бизнисмене у Јужној Флориди, што је навело Рика Бродског из ФБИ-а да каже да је "евроазијски организовани криминал је наш приоритет". Руски организовани криминал има прилично велико упориште у граду Атланти где се чланови разликују по својим тетоважама. Према извештајима руског организованог криминала у региону Француске ривијере и Шпаније, 2010. године и Русија је означена као виртуелна "мафијашка држава" према Викиликсу.
У 2009. години, руске мафијашке групе су рекле да су досегле више од 50 земаља и 2010. године имале су до 300.000 чланова. Према снимцима објављеним 2015. године, Александар Литвиненко, непосредно пре убиства, тврдио је да је криминалац Семион Могилевич имао добре односе са Владимиром Путином од 1990-их.
Дана 7. јуна 2017. године, 33 руске мафијашке подружнице и припадници били су ухапшени и оптужени од стране ФБИ-а, царинске и граничне полиције за изнуду, рекетирање, илегално коцкање, прекршаје ватреног оружја, кријумчарење наркотика, преваре с кредитним картицама, крађу идентитета, преваре на казино слот машинама помоћу електронских уређаја за хаковање; са седиштем у Атлантик Ситију и Филаделфији, наручивање убиства и трговина цигаретама. Они су такође оптужени за: рад у тајним и подземним коцкарницама у Брајтон Бичу, у Бруклину, и употребом насиља према онима који су дуговали новац за коцкање, успостављањем ноћних клубова како би продали дрогу, подвођење жена како би их касније опљачкали и надрогирали хлороформом, шверцовање слаткиша у вредности од 10.000 фунти. Верује се да је 27 ухапшених повезано са кланом руске мафије Шулая, који се углавном налази у Њујорку. Према тужилаштву, ова група такође има операције у Њу Џерзију, Пенсилванији, Флориди и Невади. Према речима органа за спровођење закона и тужилаштва, ово је један од првих савезних хапшења против руског мафијашког шефа и његовог помоћника.
26. септембра 2017. године, у склопу четворогодишње истраге, 100 припадника шпанске цивилне гарде извршили су 18 претреса у различитим областима Малаге, у Шпанији, у вези са прањем новца руске мафије. Напади су резултирали хапшењем 11 чланова и сарадника кланова Солнтсевская и Измаиловская. Заплењени су и новац, ватрено оружје и 23 возила. Међу ухапшенима је власник фудбалског клуба Марбела Алекандер Гринберг и тренер ФК Система, локалног шпанског фудбалског клуба у Малаги.
Дана 19. фебруара 2018. године, 18 оптужених је оптужено за прање новца - преко 62 милиона долара путем некретнина, уз помоћ Владислава Резника, бившег председника Росгосстрах; једне од највећих руских осигуравајућих компанија. Оптуженом се судило у Шпанији. Умешане су биле и руске мафијашке организације Тамбов и Малишев.
Александар Торшин је наводно високорангирани шеф руске мафије који је уједно и политичар у Русији.

## Структуре
Ово нису званични називи
- Пакан - који се назива и шеф, контролише све. Пакан контролише четири криминалне ћелије у радној јединици преко посредника који се зове "бригадир"[2].
- Два шпијуна
- Дерзател обшака
- Бригадир
- Браток
- Шесторка - је "сарадник" организације која се назива и "шест", слично сарадницима у италијанско-америчким криминалним породицама мафије и клановима сицилијанске мафије. То је задатак за организацију и најнижи је ранг у руској мафији. Шестице су додељене неким Авторитиетс за подршку. Они такође пружају логистику за одређено дело или одређену мету. Обично се држе даље од главних акција, иако могу постојати изузеци, у зависности од околности. Током извођења кривичног дела, група обавља безбедносне функције које стоје на видику.

У руској мафији, "Вор" (дословно, "лопов") је почасна титула која означава човека у мафији. Част да постане Вор се даје само када регрут показује значајне лидерске способности, личне способности, интелект и харизму. Пакхан или други високи члан организације може да одлучи да ли ће регрут добити такву титулу. Када постану члан Вор-света, морају прихватити Вор в Законе ("Лопов у закону").
Иако се руске криминалне групе разликују по својој структури, било је покушаја да се осмисли модел њиховог рада. Један такав модел (који је можда већ застарео до сада, јер се заснива на старом стилу совјетских предузећа) ради овако:
1. Елитна група - на челу са Пакханом који је укључен у управљање, организацију и идеологију. Ово је највиша група која контролише и групу за подршку и групу безбедности.
2. Безбедносну групу - води један од његових шпијуна. Посао групе је да осигура да организација и даље ради и да одржава мир између организација и других криминалних група и да исплати праве људе. Ова група ради са елитном групом и једнако је на власти са групама подршке. Задужена је за сигурност и логистику.
3. Група за подршку - води један од шпијуна. Његов посао је да пази на радну јединицу која прикупља новац док надзире њихове криминалне активности. Ова група ради са елитном групом и једнако је на власти са групом за безбедност. Они планирају одређени злочин за специјализовану групу или бирају ко врши операцију.
4. Радна јединица - У радној јединици постоје четири бригадира који воде криминалну активност. Сваку бригаду контролише бригадир. Ово је најнижа група која ради само са групом за подршку. Група је укључена у провалнике, лопове, проституцију, изнуду, уличне банде и друге злочине.

## Групе
Групе које су стациониране у Москви:
- Љуберецкаја Братва - једна од највећих криминалних група крајем 1980-их - почетком-средином 1990-их у Совјетском Савезу.
- Солнтсевскаја Братва: Предвођена Сергејем "Микхасом" Михаиловим, највећа је криминална група у Русији са око 5.000 чланова и названа је по округу Солнтсево[44].
- Измаиловскаја банда: Једна од најстаријих модерних банди у Русији, коју је започео средином и касним 1980-им Олег Иванов; Само у Москви има око 200 до 500 чланова, а име је добила по Округу Измаилово[45].
- Ореховскаја банда: Оснивач Сергеј "Силвестер" Тимофејев, ова група је достигла свој врхунац у Москви деведесетих година. Када је Тимофејев умро, Сергеј Буторин је заузео његово место. Међутим, 2011. је осуђен на доживотни затвор[46].

Групе са седиштем у другим деловима Русије и бившег Совјетског Савеза:
- Долгопрудненска банда - друга највећа криминална група у Русији. Пореклом из града Долгопрудни[47].
- Греков банда - Име је добила по Грекофу Брадлику; ова група је позната по доминацији у Санкт Петербургу и има подружнице у Монтреалу, Квебеку, Канади; човек који је највише повезан са њима је Владимир Кумарин.
- Слоновска банда - била је једна од најјачих криминалних група деведесетих година.
- Уралмаш банда
- Чеченска мафија - једна од највећих етничких организованих криминалних група које делују у бившем Совјетском Савезу поред успостављених руских мафијашких група.
- Грузијска мафија - сматра се једном од највећих, моћних и утицајних криминалних мрежа у Европи, која је произвела највећи број "лопова у праву" у свим земљама бившег Совјетског Савеза.
- Мкедриони - паравојна група која се бавила организованим криминалом а коју је предводио лопов у праву Јаба Јоселиани у Грузији деведесетих година.
- Град Казањ је био познат по својој култури банди, која се касније развила у организованије, мафијашке групе.